# 阿爾瓦朗伊斯 (亞馬遜州)
03°13′15″S 64°48′15″W / 3.22083°S 64.80417°W

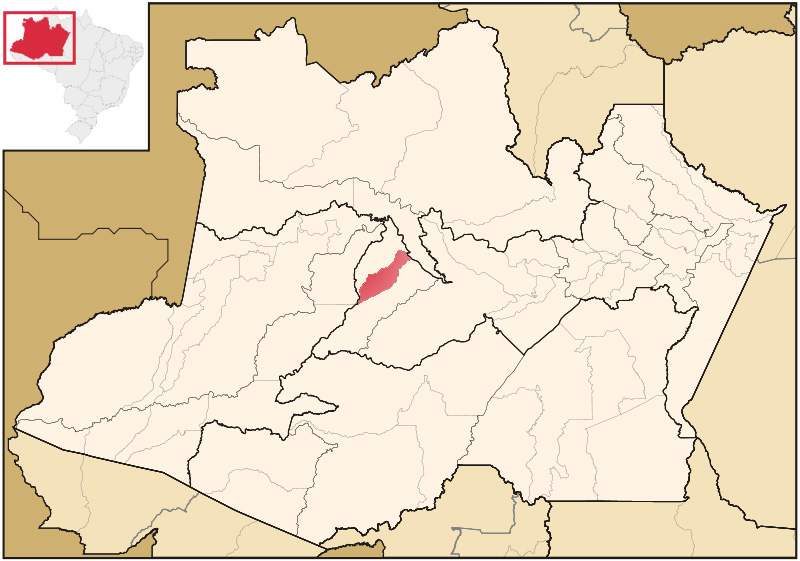

阿爾瓦朗伊斯（葡萄牙語：Alvarães）是巴西的城鎮，位於該國北部，由亞馬遜州負責管轄，始建於1981年12月10日，面積5,912平方公里，2014年人口15,357，人口密度每平方公里2.6人。